# Georg Julin
Georg Julin (født 28. juli 1949 i København) er en dansk journalist og kommunikationsrådgiver, der gennem en årrække var radiovært i DR.
Georg Julin blev kendt for sin medvirken i programmet Morgennisserne, ligesom han via sit arbejde i DR spillede en stor rolle i udbredelsen af gospelmusik i 1970'erne. Han var ansat i DR fra 1976 til slutningen af 1990'erne, hvor han blev radiovært på Radio 2. Derefter kom han til dk4, hvor han blandt andet har været vært for Seniormagasinet. Han har også lavet podcasts for Kristeligt Dagblad.
Sidenhen har han arbejdet som kommunikationschef i blandt andet Apollo Rejser. I 2009 supplerede han sin journalistuddannelse med en mastergrad i oplevelsesøkonomi og -ledelse fra Roskilde Universitet.
Han er desuden foredragsholder og workshopleder med fokus på gospelmusikkens udvikling i Danmark samt kirkens rolle i medie- og samfundsdebatten. Han har også virket som moderator og konferencier.
Siden 2000'erne har Georg Julin boet på Bornholm, hvor han blandt andet har lavet programmer for TV 2/Bornholm. Han er desuden udpeget til fødevareambassadør.